# Saint-Fraimbault (Orne)
 Saint-Fraimbault  es una población y comuna francesa, situada en la región de Baja Normandía, departamento de Orne, en el distrito de Alençon y cantón de Passais.

## Demografía
| 1078 | 1006 | 963 | 828 | 792 | 676 |
| Para los censos de 1962 a 1999 la población legal corresponde a la población sin duplicidades (Fuente: INSEE [Consultar]) |      |     |     |     |     |